# Contea di Tangyuan
La contea di Tangyuan (汤原县S, Tāngyuán XiànP) è una contea della Cina, situata nella provincia di Heilongjiang e amministrata dalla prefettura di Jiamusi.